# 四条隆量 (室町時代)
四条隆量（しじょう たかかず、永享元年（1429年） - 文亀3年（1503年）9月19日）は、室町時代中期の公卿。初名は四条房卿。法名は常泰。

## 官歴
- 康正元年（1455年）：従三位
- 長禄元年（1457年）：参議
- 長禄3年（1459年）：加賀権守
- 寛正2年（1461年）：権中納言
- 寛正6年（1465年）：正三位
- 延徳2年（1490年）：権大納言
- 延徳3年（1491年）：従二位
- 明応元年（1492年）：正二位
- 明応6年（1497年）：従一位

## 系譜
- 父：四条隆盛
- 養子：四条隆永（中御門宣胤の次男）